# Gołębiówka (Jaroszowice)
Gołębiówka – przysiółek wsi Jaroszowice położonej w Polsce w województwie małopolskim, w powiecie wadowickim, w gminie Wadowice.
W latach 1975–1998 miejscowość administracyjnie należała do województwa bielskiego.